# Droga wojewódzka 748
Die Droga wojewódzka 748 (DW 748) ist eine 13 Kilometer lange Droga wojewódzka (Woiwodschaftsstraße) in der polnischen Woiwodschaft Heiligkreuz, die Ruda Strawczyńska mit Kostomłoty Drugie verbindet. Die Strecke liegt im Powiat Kielecki.

## Streckenverlauf
Woiwodschaft Heiligkreuz, Powiat Kielecki
-  Ruda Strawczyńska (DW 786)
- Strawczyn
- Strawczynek
- Chełmce
- Bugaj
-  Kostomłoty Drugie (DK 74)